# Campionati europei di pattinaggio di velocità 2024 - 3000 m femminile
L'evento dei 3000m femminile dei Campionati europei di pattinaggio di velocità 2024 si è svolto il 5 gennaio 2024 alla Thialf di Heerenveen, nei Paesi Bassi.

## Risultati
| Pos | Pair | Corsia | Atleta                 | NOC         | Tempo   | Diff   |
| --- | ---- | ------ | ---------------------- | ----------- | ------- | ------ |
| 1   | 8    | i      | Marijke Groenewoud     | Paesi Bassi | 3:56.27 |        |
| 2   | 7    | o      | Irene Schouten         | Paesi Bassi | 3:58.70 | +2.43  |
| 3   | 8    | o      | Ragne Wiklund          | Norvegia    | 3:59.09 | +2.82  |
| 4   | 7    | i      | Elisa Dul              | Paesi Bassi | 3:59.30 | +3.03  |
| 5   | 4    | o      | Francesca Lollobrigida | Italia      | 4:00.96 | +4.69  |
| 6   | 4    | i      | Kaitlyn McGregor       | Svizzera    | 4:07.29 | +11.02 |
| 7   | 6    | o      | Magdalena Czyszczoń    | Polonia     | 4:09.53 | +13.26 |
| 8   | 3    | i      | Sofie Karoline Haugen  | Norvegia    | 4:12.30 | +16.03 |
| 9   | 5    | o      | Josie Hofmann          | Germania    | 4:13.13 | +16.86 |
| 10  | 6    | i      | Laura Lorenzato        | Italia      | 4:13.98 | +17.71 |
| 11  | 2    | o      | Sandrine Tas           | Belgio      | 4:14.19 | +17.92 |
| 12  | 5    | i      | Ramona Härdi           | Svizzera    | 4:14.35 | +18.08 |
| 13  | 1    | i      | Aurora Grinden Løvås   | Norvegia    | 4:14.52 | +18.25 |
| 14  | 1    | o      | Maira Jasch            | Germania    | 4:15.63 | +19.36 |
| 15  | 3    | o      | Michelle Uhrig         | Germania    | 4:15.77 | +19.50 |
| 16  | 2    | i      | Zuzana Kuršová         | Rep. Ceca   | 4:16.19 | +19.92 |